# Le Film français
Le Film français (sous-titré L'Hebdomadaire des professionnels du cinéma et de l'audiovisuel) est un magazine de cinéma français fondé en 1944 par Jean-Bernard Derosne et Jean-Placide Mauclaire. En 1966, une autre publication, La Cinématographie française, créée en 1918, disparaît pour fusionner avec Le Film français.
La revue s'intéresse principalement à l'aspect économique du cinéma et à la rentabilité des films. Chaque année depuis 1994, le magazine décerne les Trophées du Film français, qui récompensent des films, des producteurs et des téléfilms.
Le Film français est racheté en 1994 par Emap France, groupe devenu en 2006 Mondadori France. Il est revendu en décembre 2013 à la holding Hildegarde.

## Étoiles de la critique du Festival de Cannes
Depuis 2003 au moins,, l'hebdomadaire, quotidien pendant le Festival de Cannes, dispose d'un agrégateur de critiques. 15 critiques issus des journaux, des publications hebdomadaires ainsi que des plus gros magazines cinéphiles mensuels, Cahiers du cinéma et Positif, rassemblent leurs critiques dans des notes allant de 0 à 4 étoiles, la note maximale étant symbolisée par une palme, dans les films de la compétition officielle, le film d'ouverture s'il est hors compétition, et d'Un certain regard. Ce principe peut être rapproché avec l'agrégateur de Screen International, qui existe depuis 1997 à Cannes. Il est scruté par les professionnels pour avoir la tendance de la côte critique du film.
- 2010[7]
- 2011[8]
- 2012[9]
- 2013[10]
- 2014[11]
- 2015[12]
- 2016[13]
- 2017[14]
- 2018[15]